# Ардамацкая, Татьяна Борисовна
Ардама́цкая Татьяна Борисовна (укр. Ардамацька Тетяна Борисівна 1927—2011) — советский и украинский орнитолог. Почётный президент Украинского общества охраны птиц.

## Биография
Родилась 25 октября 1927 года в Ленинграде. Отец был юристом, мать — врачом. В Ленинграде провела всё своё детство. В середине 1930-х годов её отца, потомственного дворянина, ссылают в приволжские степи, а мать с тремя дочерьми (сестра Надежда Борисовна (в замужестве Лототина) жила в Литве, г. Тельшай, преподаватель немецкого языка в средней школе номер 2) была вынуждена переселиться в посёлок Александрово в Ленинградской области. После окончания школы, в связи с проблемами со здоровьем и необходимостью изменения климата поступает на биологический факультет Одесского университета. В эти годы на факультете преподавал И. И. Пузанов, который сыграл значительную роль в формировании Ардамацкой как будущего орнитолога. Со второго курса она переводится в Ленинградский университет. Её учителями здесь были А. С. Мальчевский, В. П. Петров, П. В. Терентьев и другие. После окончания в 1952 году Ленинградского университета, в связи с обострением болезни, она снова выезжает на юг и начинает работать в Азово-Сивашском заповеднике на должности старшего научного сотрудника, орнитолога. Здесь она вступила в брак с известным орнитологом Борисом Вадимовичем Сабиневским, который в то время работал в Азово-Черноморском заповеднике.
В мае 1953 года она перевелась в Азово-Черноморский заповедник, в котором проработала следующие 35 лет. В 1963 году защитила кандидатскую диссертацию. В 1969 году получила диплом старшего научного сотрудника. В начале 1970х годов занималась изучением единственной в СССР реликтовой колонии черноголовой чайки.
В 1992 году Ардамацкая стала старшим научным сотрудником Азово-Черноморской орнитологической станции.
В 1994 году она избрана Президентом Украинского общества охраны птиц, позже — его Почетным президентом. Скончалась 24 октября 2011 года, похоронена в городе Голая Пристань.

## Научная деятельность
Кандидатская диссертация на тему «Экология гнездящихся утиных Северо-Западного Причерноморья» (1963). За время работы в Черноморском заповеднике работала над следующими основными темами: «Экология пеганки в Северо-Западном Причерноморье», «Черноголовая чайка в районе Черноморского заповедника», «Миграция чайковых птиц в Северо-Западном Причерноморье», «Экология куликов в районе Черноморского заповедника», «Изменение орнитофауны Черноморского заповедника за период его существования», «Экология крачек Черноморского заповедника», «Изучение островного орнитокомплекса и пути его оптимизации».
Участник всех 10 орнитологических конференций СССР и многих других на территории СССР и за рубежом.

### Публикации
Автор более 170 научных публикаций по орнитологии и охраны природы. Среди них:

#### Книги
- Ардамацкая Т. Б., Берестенников Д. С., Зелинская Л. М. Черноморский заповедник: Краеведческий очерк. — Симферополь: Таврия, 1976. — 88, [16] с.
- Редкие и исчезающие растения и животные Украины : Справочник / АН УССР, Ин-т зоологии им. И. И. Шмальгаузена; В. И. Чопик, Щербак Н. Н., Ардамацкая Т. Б. и др.; Редкол.: К. М. Сытник (отв. ред.) и др. — Киев: Наукова думка, 1988. — 256 с. — ISBN 5-12-001143-8.
- Котенко Т. И. Ардамацкая Т. Б., Пинчук В. И., Руденко А. Г., Селюнина З. В., Ткаченко П. В. Позвоночные животные Черноморского биосферного заповедника (аннотированные списки видов). — Вестник зоологии. — 1996. — Отд. вып. № 1. — 48 с.
- Энциклопедия охотника: Справочное издание / Авдеенко Е. П., Акимов И. А., Ардамацкая Т. Б., Архипчук В. А. и др. / Под ред. Л. А. Смогоржевского. — К.: Изд-во «Укр. енциклопедія», 1996. — 349 с.

#### Статьи
- Т. Ардамацкая. Необходимость вмешательства очевидна // журнал «Охота и охотничье хозяйство», № 10, 1974. стр.14 (о проблеме разорения гнезд серой утки чайкой-хохотуньей)
- Т. Ардамацкая. Черноголовая чайка // журнал «Охота и охотничье хозяйство», № 2, 1977. стр.18-19
- Т. Ардамацкая, В. Лысенко. Лебеди на озими // журнал «Охота и охотничье хозяйство», № 11, 1980. стр.13
- Т. Ардамацкая. Лебеди Черноморского заповедника // журнал «Охота и охотничье хозяйство», № 12, 1990. стр.14-16